# Миломир Одовић
Миломир Одовић (Илијаш, 26. март 1955 — Сарајево, 15. децембар 2020) био је професионални фудбалски тренер и бивши играч српског порекла из Босне и Херцеговине. Најпознатији је по игрању за сарајевски Жељезничар, у којем је клупска легенда.
Као играч, Одовић је играо на позицији левог крила за Жељезничар и аустријске клубове Линц и Спитал. Тренирао је многе клубове у БиХ и Републици Српској, између осталих Жељезничар, Славију Источно Сарајево, Борац Бања Лука, Вележ Мостар и Челик Зеница.

## Играчка каријера
Рођен у Илијашу, ФНР Југославија, 26. марта 1955, Одовић је почео да игра фудбал у Илијашу, насељу тик уз Сарајево. Као талентовани младић, од њега је затражено да дође и игра за Жељезничар, где је дебитовао за клуб 1974. године. Одовић је играо скоро 11 година за Жељезничар, одигравши 230 лигашких наступа и постигнувши 22 лигашка гола за клуб. Био је део екипе Жељезничар која се суочила са Вележом из Мостара у финалу Купа Југославије 1980/81.
Такође је играо у Аустрији за Линц од 1985. до 1986. и за Шпитал од 1986. до 1988. Одовић је играчку каријеру завршио у лето 1988. године након одласка из Шпитала. Последњи наступ имао је за Босну из Високог.

## Тренерска каријера
Након завршетка активне професионалне каријере као играч, Одовић је постао професионални тренер. У два наврата радио је као тренер у Славији Источно Сарајево, које је водио до трофеја Купа Републике Српске у сезони 2005/06, а били су и финалисти Купа БиХ 2006/07. Одовић је водио и Жељезничар, Борац Бања Лука, Вележ Мостар, ГОШК Габела, Звијезда Градачац, Рудар Какањ, Челик Зеница и Олимпик.
Дана 27. новембра 2018. године напустио је место тренера Жељезничара након 4 узастопна лигашка пораза у сезони 2018/19, али најављено је да ће Одовић ипак остати у клубу и тренирати младе играче у Жељезничаревој академији.
Преминуо је 15. децембра 2020. године након дуге и тешке болести. Сахрањен је два дана касније на атеистичком гробљу у Високом.

## Успеси
Играч
Жељезничар
- Друга савезна лига Југославије: 1977/78. (Запад)

Тренер
Славија Источно Сарајево
- Куп Републике Српске: 2005/06.